# Aspidosperma pachypterum
Aspidosperma pachypterum är en oleanderväxtart som beskrevs av Müll. Arg.. Aspidosperma pachypterum ingår i släktet Aspidosperma och familjen oleanderväxter. Inga underarter finns listade i Catalogue of Life.